# Anaxyrus californicus
Anaxyrus californicus es una especie de anfibio anuro de la familia Bufonidae. Anteriormente incluida en el género Bufo.
Es un sapo robusto, verrugoso, de entre 5 y 7,5 cm de longitud. Tiene pupilas horizontales, con el dorso de un tono verdoso, grisáceo o asalmonado con líneas claras que cruzan la cabeza y los párpados. Tiene parches claros en la zona sacra y en medio del dorso, grandes glándulas parotoides bien separadas y ovales. La cresta craneal es débil o ausente. Los juveniles de esta especie son claros cenicientos, olivaceos o asalmonados en el lateral del dorso, con o sin manchas negras. Tienen tubérculos rojizos en la espalda.

## Hábitat
Anaxyrus californicus se encuentra a altitudes inferiores a 2000 m, generalmente en las proximidades de aguas temporales de zonas semiáridas o áridas Es activo desde marzo a septiembre, pero puede entrar en letargo en esta época como respuesta a condiciones frías y ventosas.
Se considera en peligro IUCN debido a la pérdida de su hábitat por fragmentación y urbanización así como otras actividades humanas.

### Comportamiento
Los adultos son fundamentalmente nocturnos, se alimentan de caracoles, insectos (ortópteros, coleópteros, hormigas, lepidópteros). Se han dado casos de canibalismo de individuos jóvenes.
La puesta de los huevos tiene lugar en agua clara y calmada y poco profunda.